# Анёла, Теодор
Теодор Анёла (пол. Teodor Anioła, 4 ноября 1925, Познань — 10 июля 1993, Стрыково) — польский футболист, игравший на позиции полузащитника, всю свою футбольную карьеру выступал за познанский «Лех».

## Клубная карьера
Родившийся в городе Познань Теодор Анёла всю свою карьеру футболиста провёл в местном «Лехе» с 1945-го по 1961-й год. Играл он на позиции атакующего полузащитника. В составе «Леха» Анёла дебютировал 1 июля 1945 года в матче против «Полонии» из Яроцина. Встреча закончилась со счётом 11:1 в пользу «Леха», а Анёла оформил хет-трик. В 1949—1950 годах вместе с Эдмундом Бяласом и Генриком Чапчиком составлял знаменитое трио нападающих «A-B-C». За высокую результативность в матчах (138 голов в 196 матчах) Анёла также получил прозвище «Дьявол» (пол. Diabeł). Три раза подряд (в чемпионатах 1949, 1950, 1951) Анёла становился лучшим бомбардиром чемпионата Польши. По итогам чемпионата 1957 года «Лех» покинул Первую лигу. В 1959 году Анёла на короткое время стал футболистом познанской «Варты». Быстро вернувшись в «Лех», Анёла помог команде в 1960 году снова войти в элиту польского футбола. Свой прощальный матч за «Лех» Анёла провёл 14 мая 1961 года в Познани, в котором хозяева разошлись миром с «Краковией» 1:1.

## Карьера в сборной
В составе сборной Польши Теодор Анёла провёл 7 матчей и забил 2 гола в период с 1950-го по 1954-й год.

## Награды
Среди прочего за свои заслуги Теодор Анёла был награждён Орденом Возрождения Польши. В 1961 году он получил звание заслуженного мастера спорта.